# Wisła Płock 2016-2017
Questa voce raccoglie le informazioni riguardanti la Wisła Płock nelle competizioni ufficiali della stagione 2016-2017.

## Organico
Fonte.
| N. |                    | Ruolo | Calciatore                      |
| -- | ------------------ | ----- | ------------------------------- |
| 1  | Polonia (bandiera) | P     | Mateusz Kryczka                 |
| 2  | Polonia (bandiera) | D     | Kamil Sylwestrzak               |
| 5  | Polonia (bandiera) | D     | Bartłomiej Sielewski            |
| 7  | Polonia (bandiera) | C     | Damian Piotrowski               |
| 8  | Polonia (bandiera) | C     | Dominik Furman                  |
| 9  | Polonia (bandiera) | C     | Arkadiusz Reca                  |
| 10 | Georgia (bandiera) | C     | Giorgi Merebashvili             |
| 12 | Croazia (bandiera) | C     | Ivica Vrdoljak                  |
| 18 | Polonia (bandiera) | C     | Piotr Wlazło                    |
| 19 | Polonia (bandiera) | A     | Emil Drozdowicz                 |
| 20 | Polonia (bandiera) | D     | Cezary Stefańczyk               |
| 21 | Polonia (bandiera) | C     | Maksymilian Rogalski (capitano) |
| 22 | Polonia (bandiera) | C     | Dominik Kun                     |

| N. |                        | Ruolo | Calciatore           |
| -- | ---------------------- | ----- | -------------------- |
| 23 | Polonia (bandiera)     | C     | Piotr Mroziński      |
| 24 | Croazia (bandiera)     | D     | Tomislav Božić       |
| 25 | Polonia (bandiera)     | D     | Przemysław Szymiński |
| 27 | Ucraina (bandiera)     | C     | Vitalij Hemeha       |
| 28 | Polonia (bandiera)     | P     | Bartosz Kaniecki     |
| 29 | Spagna (bandiera)      | A     | José Kanté           |
| 30 | Bielorussia (bandiera) | C     | Sergey Krivets       |
| 41 | Bulgaria (bandiera)    | A     | Dimităr Iliev        |
| 87 | Polonia (bandiera)     | P     | Seweryn Kiełpin      |
| 91 | Polonia (bandiera)     | D     | Damian Byrtek        |
| 95 | Polonia (bandiera)     | D     | Patryk Stępiński     |
| 96 | Polonia (bandiera)     | C     | Jakub Łukowski       |
| 98 | Polonia (bandiera)     | A     | Krystian Popiela     |